# SN 2003gf
SN 2003gf – supernowa typu Ic odkryta 24 czerwca 2003 roku w galaktyce M-04-52-26. W momencie odkrycia miała maksymalną jasność 14,60m.